# Karjala Cup 2021
Karjala Cup 2021 se konal od 10. do 14. listopadu 2021 v Helsinkách. 

## Zápasy
| 10. listopadu 2021 19:00 | Švédsko | 4:1 (2:0, 2:0, 0:1) | Česko | Saab Arena, Linköping Návštěvnost: 7 482 |  |

| 11. listopadu 2021 17:30 | Rusko | 0:3 (0:0, 0:2, 0:1) | Finsko | Hartwall Arena, Helsinky Návštěvnost: 8 179 |  |

| 13. listopadu 2021 13:00 | Švédsko | 4:2 (1:0, 2:2, 1:0) | Rusko | Hartwall Arena, Helsinky Návštěvnost: 1 818 |  |

| 13. listopadu 2021 17:00 | Finsko | 4:2 (3:0, 0:2, 1:0) | Česko | Hartwall Arena, Helsinky Návštěvnost: 9 156 |  |

| 14. listopadu 2021 12:30 | Česko | 2:5 (0:2, 1:2, 1:1) | Rusko | Hartwall Arena, Helsinky Návštěvnost: 1 076 |  |

| 14. listopadu 2020 16:30 | Finsko | 1:3 (0:1, 0:2, 1:0) | Švédsko | Hartwall Arena, Helsinky Návštěvnost: 12 206 |  |

## Tabulka
| Poř. | Tým     | Z | V | VP | PP | P | VG | OG | B |
| ---- | ------- | - | - | -- | -- | - | -- | -- | - |
| 1.   | Švédsko | 3 | 3 | 0  | 0  | 0 | 11 | 4  | 9 |
| 2.   | Finsko  | 3 | 2 | 0  | 0  | 1 | 8  | 5  | 6 |
| 3.   | Rusko   | 3 | 1 | 0  | 0  | 2 | 7  | 9  | 3 |
| 4.   | Česko   | 3 | 0 | 0  | 0  | 3 | 5  | 13 | 0 |